# FK Neftekhimik Nijnekamsk
Ne doit pas être confondu avec le HK Neftekhimik Nijnekamsk, club de hockey sur glace de la même ville.
Maillots
Actualités
Le Futbolny klub Neftekhimik, plus couramment appelé Neftekhimik Nijnekamsk (en russe : «Нефтехимик» Нижнекамск), est un club de football russe basé à Nijnekamsk, en Russie.
Il voit le jour au cours des années 1960 au sein des usines locales de fabrication de produits chimiques avant d'accéder au professionnalisme en 1991. Il évolue en deuxième division russe depuis la saison 2019-2020.

## Histoire
Fondé au cours des années 1960 au sein des usines de fabrication de produits chimiques de Nijnekamsk, le club évolue durant ses premières années au sein des championnats de la RSFS de Russie. Il est officiellement intégré au sein des divisions professionnelles soviétiques au mois de janvier 1991, intégrant alors la septième zone de la quatrième division, où il termine neuvième sur vingt-deux.
Après la dissolution de l'Union soviétique en fin d'année 1991 et la mise en place des championnats russes, le Neftekhimik est placé au sein de la cinquième zone du troisième échelon dont il termine premier à l'issue de la saison 1992 et accède ainsi à la deuxième division. Intégrant le groupe Centre pour l'exercice 1993, l'équipe se classe septième du classement et évite ainsi de peu la relégation en raison de la réorganisation du deuxième échelon, qui passe de trois groupes distincts en une poule unique. Les deux saisons qui suivent voient le club se placer dans la première moitié du classement, sans cependant réussir à prendre part à la course à une éventuelle promotion. Après deux placements en milieu de classement en 1996 et 1997, le Neftekhimik connaît une saison 1998 très difficile qui le voit se classer dix-septième et barragiste au terme de l'exercice. Il est par la suite défait lors du barrage de relégation face au Torpedo-ZIL Moscou et retombe ainsi en troisième division après cinq ans au deuxième échelon.
Placé au sein de la zone Oural, l'équipe se place dans un premier temps deuxième derrière le Nosta Novotroïtsk en 1999 avant de l'emporter l'année suivante et de se qualifier pour les barrages de promotion, où il l'emporte face au Metallourg Novokouznetsk, vainqueur de la zone Est, pour retrouver la deuxième division en 2001. Après une onzième position pour la première saison suivant son retour, le Neftekhimik voit ses résultats retomber progressivement par la suite jusqu'à sa relégation en 2004 après avoir fini dix-neuvième. Connaissant par la suite des difficultés financières, l'équipe se compose lors des années suivantes principalement de jeunes joueurs, tandis qu'un accord est signé en 2007 avec l'équipe du Rubin Kazan, le Neftekhimik devenant alors un club affilié destiné à recevoir des jeunes joueurs du Rubin dans le cadre de leur formation tandis qu'une compensation financière est versée en retour,.
Dans ce contexte, les performances de l'équipe durant la fin des années 2000 s'avèrent très décevantes avec un classement systématique dans les dernières places du groupe Oural-Povoljié entre 2005 et 2009. Elle finit par remonter la pente sportivement avec une septième place en 2010 avec de l'emporter lors de la saison 2011-2012, terminant devant le FK Oufa à la faveur du nombre de matchs remportés. Retrouvant ainsi le deuxième échelon après huit ans d'absence, le Neftekhimik se classe septième lors de l'exercice 2012-2013, à cinq points d'une éventuelle place en barrage de promotion en première division, notamment porté par le buteur Igor Portniaguine qui inscrit seize buts lors de la première moitié de saison avant d'être rappelé par le Rubin Kazan. La dynamique retombe cependant dès la saison suivante qui voit le club terminer dix-septième et relégable.
Après une décevante huitième place à l'issue de l'exercice 2014-2015, le Neftekhimik remporte une nouvelle fois le groupe Oural-Povoljié dès la saison suivante pour retrouver le deuxième échelon. Très vite largué dans la division supérieure, il termine cependant largement dernier au terme de l'exercice 2016-2017 et est une nouvelle fois relégué. Similairement à son passage précédent, l'équipe termine dans un premier temps sixième de sa poule de troisième division la saison suivante avant de l'emporter aisément en 2019, finissant premier avec pas moins de 18 points d'avance sur son dauphin le Kamaz Naberejnye Tchelny pour remonter ainsi au deuxième échelon pour l'exercice 2019-2020.
Pour son retour à ce niveau, le Neftekhimik parvient à se placer constamment dans le haut du classement tout au long de la saison, terminant l'exercice en cinquième position après l'arrêt anticipé du championnat lié à la pandémie de Covid-19 en Russie. Fort de ce résultat, les dirigeants ambitionnent même une montée en première division pour la saison suivante. Après de nouveaux débuts prometteurs durant la première partie de saison, le club finit par décrocher peu avant la fin d'année 2020 et se classe huitième au moment de la trêve hivernale avec un retard de treize points sur le premier barragiste, avant de finir par la suite l'exercice en septième position.
Suivant un schéma similaire aux deux années précédentes, le Neftekhimik se place une fois de plus comme un prétendant sérieux à la montée durant la première partie de la saison 2021-2022, se plaçant cette fois sixième à deux unités des barrages à la trêve. Une fois de plus, cette bonne forme initiale ne se maintient pas lors de la deuxième partie de saison tandis que le club termine à nouveau hors des places de promotion.

## Bilan sportif

### Palmarès
| Compétitions nationales |
| --- |
| - Coupe de Russie - Seizièmes de finale : Sept fois. - Championnat de Russie de D2 - Cinquième : 2020. - Championnat de Russie de D3 - Vainqueur de groupe : 1992, 2000, 2012, 2016 et 2019. |

### Classements en championnat
La frise ci-dessous résume les classements successifs du club en championnat.

### Bilan par saison
Légende
- Promotion en division supérieure
- Relégation en division inférieure

| Saison      | Championnat        | Championnat | Championnat | Championnat | Championnat | Championnat | Championnat | Championnat | Championnat | Championnat | Coupe de Russie     |
| Saison      | Division           | Pos         | Pts         | J           | V           | N           | D           | BP          | BC          | Diff        | Coupe de Russie     |
| ----------- | ------------------ | ----------- | ----------- | ----------- | ----------- | ----------- | ----------- | ----------- | ----------- | ----------- | ------------------- |
| 1991 (URSS) | 4e Zone 7          | 9e          | 46          | 42          | 20          | 6           | 16          | 52          | 36          | +16         | —                   |
| 1992        | 3e Zone 5          | 1er         | 54          | 34          | 22          | 10          | 2           | 72          | 16          | +56         | —                   |
| 1993        | 2e Centre          | 7e          | 45          | 38          | 18          | 9           | 11          | 45          | 33          | +12         | Seizièmes de finale |
| 1994        | 2e                 | 6e          | 47          | 42          | 18          | 11          | 13          | 56          | 40          | +16         | Seizièmes de finale |
| 1995        | 2e                 | 7e          | 65          | 42          | 20          | 5           | 17          | 55          | 50          | +5          | 32es de finale      |
| 1996        | 2e                 | 13e         | 55          | 42          | 15          | 10          | 17          | 45          | 55          | -10         | Seizièmes de finale |
| 1997        | 2e                 | 11e         | 61          | 42          | 19          | 4           | 19          | 53          | 54          | -1          | 32es de finale      |
| 1998        | 2e                 | 17e         | 52          | 42          | 15          | 7           | 20          | 44          | 56          | -12         | Seizièmes de finale |
| 1999        | 3e Oural           | 2e          | 66          | 30          | 19          | 9           | 2           | 55          | 19          | +36         | 128es de finale     |
| 2000        | 3e Oural           | 1er         | 82          | 30          | 26          | 4           | 0           | 82          | 18          | +64         | 32es de finale      |
| 2001        | 2e                 | 11e         | 43          | 34          | 13          | 4           | 17          | 49          | 56          | -7          | 128es de finale     |
| 2002        | 2e                 | 14e         | 38          | 34          | 11          | 5           | 18          | 50          | 60          | -10         | Seizièmes de finale |
| 2003        | 2e                 | 16e         | 51          | 42          | 14          | 9           | 19          | 50          | 60          | -10         | 32es de finale      |
| 2004        | 2e                 | 19e         | 45          | 42          | 11          | 12          | 19          | 38          | 57          | -19         | 32es de finale      |
| 2005        | 3e Oural-Povoljié  | 14e         | 41          | 36          | 10          | 11          | 15          | 41          | 40          | +1          | 32es de finale      |
| 2006        | 3e Oural-Povoljié  | 11e         | 19          | 24          | 4           | 7           | 13          | 23          | 38          | -15         | 256es de finale     |
| 2007        | 3e Oural-Povoljié  | 13e         | 25          | 26          | 7           | 4           | 15          | 29          | 50          | -21         | 256es de finale     |
| 2008        | 3e Oural-Povoljié  | 14e         | 38          | 34          | 9           | 11          | 14          | 39          | 44          | -5          | 256es de finale     |
| 2009        | 3e Oural-Povoljié  | 14e         | 21          | 30          | 5           | 6           | 19          | 32          | 72          | -40         | 256es de finale     |
| 2010        | 3e Oural-Povoljié  | 7e          | 45          | 26          | 12          | 9           | 5           | 49          | 32          | +17         | 256es de finale     |
| 2011-2012   | 3e Oural-Povoljié  | 1er         | 86          | 39          | 26          | 8           | 5           | 68          | 25          | +43         | 256es de finale     |
| 2011-2012   | 3e Oural-Povoljié  | 1er         | 86          | 39          | 26          | 8           | 5           | 68          | 25          | +43         | 64es de finale      |
| 2012-2013   | 2e                 | 7e          | 47          | 32          | 13          | 8           | 11          | 44          | 40          | +4          | 32es de finale      |
| 2013-2014   | 2e                 | 17e         | 33          | 36          | 7           | 12          | 17          | 38          | 45          | -7          | Seizièmes de finale |
| 2014-2015   | 3e Oural-Povoljié  | 8e          | 26          | 24          | 7           | 5           | 12          | 24          | 32          | -8          | 32es de finale      |
| 2015-2016   | 3e Oural-Povoljié  | 1er         | 60          | 27          | 29          | 6           | 3           | 56          | 15          | +41         | 64es de finale      |
| 2016-2017   | 2e                 | 20e         | 27          | 38          | 6           | 9           | 23          | 28          | 53          | -25         | 32es de finale      |
| 2017-2018   | 3e Oural-Privoljié | 6e          | 42          | 24          | 12          | 6           | 6           | 42          | 21          | +21         | 256es de finale     |
| 2018-2019   | 3e Oural-Privoljié | 1er         | 63          | 25          | 20          | 3           | 2           | 53          | 14          | +39         | Seizièmes de finale |
| 2019-2020   | 2e                 | 5e          | 48          | 27          | 13          | 9           | 5           | 38          | 23          | +13         | 32es de finale      |
| 2020-2021   | 2e                 | 7e          | 70          | 42          | 20          | 10          | 12          | 64          | 44          | +20         | 64es de finale      |
| 2021-2022   | 2e                 | 8e          | 60          | 38          | 17          | 9           | 14          | 60          | 43          | +17         | 64es de finale      |
| 2022-2023   | 2e                 | 6e          | 47          | 34          | 12          | 11          | 11          | 34          | 33          | +1          | Seizièmes de finale |
| 2023-2024   | 2e                 | en cours    | en cours    | en cours    | en cours    | en cours    | en cours    | en cours    | en cours    | en cours    | 16es de finale      |

## Personnalités du club

### Entraîneurs
La liste suivante présente les différents entraîneurs du club depuis sa fondation :
- Vladimir Morozov (1991-1992)
- Vladimir Moukhanov (1992)
- Guennadi Sarytchev (janvier 1993-août 1996)
- Viktor Antikhovitch (août 1996-août 1997)
- Aleksandr Afonine  (août 1997-décembre 1997)
- Guennadi Sarytchev (janvier 1998-juin 1998)
- Boris Sinitsyne  (juin 1998-décembre 1999)
- Ivan Boutali (janvier 1999-mai 2001)
- Vladimir Morozov (mai 2001-sécembre 2002)
- Vladimir Patchko (janvier 2003-mai 2004)
- Vladimir Klontsak (mai 2004-juin 2004)
- Aleksandr Iefremov (juin 2004-août 2004)
- Vladimir Klontsak (août 2004-avril 2005)
- Vladimir Morozov (avril 2005-mai 2005)
- Vladimir Klontsak (mai 2005-décembre 2009)
- Stanislav Tskhovrebov (janvier 2010-janvier 2011)
- Andreï Sitchikhine (mars 2011-juin 2012)
- Dmitri Ogai (juin 2012-juin 2013)
- Roustem Khouzine (juin 2013-mai 2014)
- Andreï Sitchikhine (juin 2014-août 2015)
- Roustem Khouzine (août 2015-décembre 2016)
- Iouri Outkoulbaïev (janvier 2017-décembre 2020)
- Kirill Novikov (depuis janvier 2021)

### Joueurs emblématiques
Les joueurs internationaux suivants ont joué pour le club. Ceux ayant évolué en équipe nationale lors de leur passage au Neftekhimik sont marqués en gras.
- Valeri Chijov
- Vladislav Ignatiev
- Rouslan Kambolov
- Lioubomir Kantonistov
- Daler Kouziaïev
- Igor Portniaguine
- Iegor Sorokine
- Vassili Joupikov
- Pavel Kirylchyk
- Aleksandr Orechnikov
- Giorgi Janelidze
- Solomon Kvirkvelia
- Giorgi Megreladze
- Vaso Sepashvili
- Maksim Chevtchenko
- Jurijs Hudjakovs
- Konstantīns Igošins
- Vladimirs Kamešs
- Aleksejs Šarando
- Sergejs Tarasovs
- Vitālijs Teplovs
- Umed Alidodov
- Iskandar Dzhalilov
- Manuchekhr Dzhalilov
- Parvizdzhon Umarbayev
- Pavel Kharchik
- Ulugbek Bakayev
- Vagiz Galiulin
- Aleksey Polyakov